# Khety IV
Khety IV Akhtoy IV fou un faraó de la dinastia IX de l'antic Egipte. El seu lloc en l'ordre de successió no està establert. Alguns erudits pensen que fou ell i no Khety III el que va escriure "la instrucció a Merikare" i que per tant aquest era el seu fill. El nom de Neukare associat a un dels reis de nom Khety, no se sap si correspongué a Khety IV o Khety V.